# Ikaźń (jezioro)
Ikaźń (biał. Іказнь) – jezioro na Białorusi w rejonie brasławskim obwodu witebskiego, 14 km na wschód od Brasławia, w pobliżu agromiasteczka Ikaźń. Należy do absternowskiej grupy jezior.
Leży w dorzeczu Drujki. Długość linii brzegowej wynosi 12,7 km, powierzchnia zlewiska jeziora – 25, 3 km².
Stoki kotliny jeziorza mają wysokość 12–15 m. W górnej części stoki zaorane, na południowym wschodzie – porośnięte lasem. Brzegi jeziora niskie, abrazyjne, zakrzewione.